# 1380 Волођа
1380 Волођа (енгл. 1380 Volodia) је астероид главног астероидног појаса чија средња удаљеност од Сунца износи 3,152 астрономских јединица (АЈ).
Апсолутна магнитуда астероида је 11,6 а геометријски албедо 0,077.